# Мановакуумметар
Мановакуумметар је справа намијењена за показивање притиска радне смјесе (смеше) горива и ваздуха код клипних мотора с компресором који се користе на ваздухопловима.
Ради на принципима анероидног барометра, и има херметичку кутију са анероидном капсулом смјештеном унутра. Мановакуумметар мјери притисак радне смјесе у усисној цијеви мотора, и с њом је спојен. Под дјеловањем притиска долази до деформације анероидне капсуле, и ово се преко механизма преноси на показивач (скалу) инструмента.
Скала показује mm Hg (милиметри живиног стуба) или апсолутне атмосфере (ата). Опсег скале је обично од 300 до 2500 mm Hg.
Мановакуумметар служи за индикацију режима рада мотора. Ако је притиска превисок, мотор може бити оштећен, а при премалом притиску (посебно на висини), мотор неће развити називну снагу.